# ウィンミン (1954年生)
ウィンミン（Win Myint, ビルマ語: ဝင်းမြင့်）は、ミャンマーの政治家、実業家。2011年から2016年までテイン・セイン大統領の政権において商業大臣を務めた。2018年から2021年まで大統領を務めたウィンミンとは別人である。

## 経歴
1954年、ザガイン地方域に生まれる。エネルギー関連企業の経営者となり、1999年から2011年までの12年間、ミャンマー連邦商工会議所連盟(UMFCCI)の会頭を務めた。サッカーのナショナルリーグであるザヤシュエメFCのオーナーでもある。
2011年1月31日にミャンマー連邦議会の民族代表院（上院）議員となる。同年3月30日にテイン・セイン首相が大統領に就任し、同日の大統領令第4号によりウィンミンは商業相に任命された。
2012年7月10日に日本を訪問し、経団連会館にて日本経済団体連合会の勝俣宣夫副会長らとの懇談会を行った。また、共同通信社開催の「ミャンマー経済セミナー」に招かれた。
2013年6月24日には再び訪日して二松學舍大学にて講演会を行い、10月12日に同大学より名誉博士の学位を授与された。